# 高坂正堯
高坂 正堯（こうさか まさたか、1934年〈昭和9年〉5月8日 - 1996年〈平成8年〉5月15日）は、日本の国際政治学者、社会科学者、思想家。京都大学法学部教授。京都大学法学部卒業、同大学法学博士。国際政治学や欧州外交史を専門とし、現実主義（リアリズム）の立場から理論を展開、以後の日本の国際政治学に大きな影響を与えた。主著に『古典外交の成熟と崩壊』『国際政治』『宰相吉田茂』『海洋国家日本の構想』など。
京都市生まれ。哲学者高坂正顕の次男。

## 経歴
高坂家の先祖は高坂弾正忠昌信と言われる。父の高坂正顕は西田幾多郎に学んだ京都学派の哲学者で、「近代の超克」を唱えた。
1953年（昭和28年）、京都府立洛北高等学校卒業。1957年に京都大学法学部を卒業（法学士）し、4月に同学部助手。1959年（昭和34年）9月に助教授、1971年（昭和46年）4月に教授。この間、1960年（昭和35年）9月から1962年（昭和37年）9月にかけてアメリカ合衆国（米国）ハーバード大学客員研究員を、1965年（昭和40年）10月から翌年3月にはオーストラリアのタスマニア大学交換教授を務めた。
1973年（昭和48年）1月に国際戦略研究所客員研究員となり、1978年（昭和53年）9月に理事に就いた（兼任）。同年10月、『古典外交の成熟と崩壊』で、第13回吉野作造賞受賞。1984年（昭和59年）には『古典外交の成熟と崩壊』を学位論文として京都大学法学博士。
1986年（昭和61年）4月に財団法人平和・安全保障研究所理事長を兼任し、1992年（平成4年）3月に退任した。
この他、東京都教育委員、経済同友会幹事、憲法問題懇談会委員長を務めた。
1996年（平成8年）5月15日、肝臓癌により逝去。享年62。

## 人物像
大学では国際法学者の田岡良一や政治学者の猪木正道に師事した。猪木は高坂の没後に、「高坂は僕が教えた中では、ピカイチの天才だった」と回想している。
現実主義の論客として著名で、見識が広く近現代日本の史論も多く著した。一般に社会科学者らの著作は時を経ると時代遅れになるが、高坂は没後20年以上経ても「現代の古典」として研究者・専攻学生たちに読まれ続けている。
高坂が一般に知られるようになった契機は、『中央公論』誌での活躍からで、高坂は1963年にハーバード大学留学から帰国した直後に、当時『中央公論』編集部次長であった粕谷一希の依頼により「現実主義者の平和論」を同誌1963年1月号に寄稿し、論壇にデビューした。高坂は同論文において、当時日本外交の進むべき道として論壇の注目を集めていた坂本義和らの「非武装中立論」の道義的な価値を認めながらも、実現可能性の難しさを指摘し、軍事力の裏付けのある外交政策の必要性を主張した。
さらに翌1964年（昭和39年）に吉田茂を論じた「宰相吉田茂」は、吉田の築き上げた日米基調・経済重視の戦後外交路線をその内外政に即して積極的に高く評価し、否定的な評価が広まっていた吉田に対する評価を一変させ、現在に至る吉田茂への肯定的評価を定着させることとなる。これらの論文を契機として、30歳前後にして高坂は現実主義を代表するオピニオン・リーダーとしての地位を確立することとなる。また、同年に寄稿した「海洋国家日本の構想」では、島国の日本が海洋国家として戦略的・平和的発展を目指すべしと論じて、この議論を補強する論を展開している。
高坂は冷戦時代から共産主義国家に対しても、国内の中立主義と同様その理想の持つ魅力・意義を認めながら批判的な態度を取った。以後、時事的な外交評論のみならず、国際政治学、文明論などを含む幅広い分野において切れ味鋭い分析と提言を展開することとなる。その議論は人間の本性に即した権力構造を探求していたといえる。
高坂は進歩的文化人が主流だった当時の論壇では貴重な米国重視の論客であったため、オピニオン・リーダーとしての言論活動だけでなく、「行動する学者」でもあり、1960年代以降、佐藤栄作、三木武夫、大平正芳、中曽根康弘といった歴代総理のブレーンとしても長く活動することとなり、佐藤栄作のノーベル平和賞授賞に一役買ったこともある。とりわけ有識者研究会を幾つも設置し、長期的な政策検討を行った大平内閣では、その一つである「総合安全保障研究グループ」の幹事として、報告の実質的な取りまとめを行った。軍事力による安全保障だけでなく、外交政策・経済・エネルギー・食料などを総合して日本の安全保障を追求すべしと論じた同グループの報告書は、高坂が肯定的に評価してきた戦後外交路線の性格を、戦略的なものとして実現しようとする意志の現れであったと評価する研究者もいる。その後、1983年に設置された中曽根康弘首相の私的諮問機関「平和問題研究会」でも座長を務め、防衛費1%枠見直しの提言を行ない、当時の防衛力整備の理論的根拠とされていた基盤的防衛力の見直しを提言した。
高坂は自民党の雑誌『月刊自由民主』に少なくとも73本の論考を掲載しており、岸内閣で外務大臣だった藤山愛一郎とは「岸時代と日米安保」について対談し、高坂は「岸さんという人は旧式のナショナリストなんですよ」と語っている。
1969年（昭和44年）11月、沖縄返還に向け訪米直前だった佐藤栄作首相とNHKテレビ番組『総理と語る』で対談したように、高坂はテレポリティクスの先駆け的存在でもある。
1980年代末から1990年代の激動の時期には、コメンテイターとしてテレビ朝日系列『サンデープロジェクト』にレギュラー出演しており、あるとき高坂が京都の繁華街を歩いていると、「高坂はん、テレビで見てまっせ」と声を掛けられたという逸話があり、高坂は、京都の顔でもあった。同じくテレビ朝日系列『朝まで生テレビ!』の初期にもパネリストとして出演した。番組内で交流のあった田原総一朗からは、「余人を以て代え難い方」「皆が全体像を見失ってしまうような時に、ビシッと問題の本筋を指摘して下さった、我々にとって、羅針盤のような存在であった」「未だに高坂さんに代わる学者のコメンテーターを見つけることができないでいる」と高い評価を受けた。テレビ朝日系列『サンデープロジェクト』で交流のあった島田紳助は『高坂正堯著作集』月報において、「ほんとうに頭のいい人は、頭の悪い人（私）に、わかるように説明できるひとだと、つくづく思いました」「私がなんの学歴もない不良少年なのに、一人の人間として認めていただいたこと、ほんとうに感謝しております」「温厚そうな高坂先生ですが、車が大好きで、運転は荒いとご自分で自慢しておられましたし、一度鈴鹿にF1を見に行くと決まっていたのに、サンデープロジェクトの出演を依頼され、F1を諦めきれず、本番後、ヘリコプターに乗って鈴鹿に行かれたことがありました」と記している。テレビ番組では、世界情勢や安全保障、外交などについて、やわらかな京言葉でわかりやすく語った。
京大退任後は、1995年（平成7年）から「静岡県新大学」の整備推進顧問を務め、それが具現化した静岡文化芸術大学学長に内定していたが、就任間近の1996年（平成8年）に肝臓癌のため死去。同大学には遺族により、京大研究室にあった蔵書約4000冊が寄贈されて「高坂文庫」が設けられ、自宅の蔵書約7000冊も追加された。
その死にあたっては、政治学者としては異例な数の追悼企画が様々な雑誌で設けられた。また、没後には戦後の言論、現実政治の双方に与えた影響から、高坂自身を対象とする研究評伝も現れている。
還暦前に自動車運転免許を取得し、FC3S型RX-7を愛車としていた。また熱烈な阪神タイガースのファンとしても有名で、1985年（昭和60年）に阪神がリーグ優勝した際『サンケイスポーツ』に手記を寄せた。なお高坂は高所恐怖症であったが、阪神が優勝した際の公約として奈良県十津川村の「谷瀬の吊り橋」を渡ることを掲げていたため、阪神が日本シリーズ優勝を果たした後の1985年12月に自身のゼミ生と共に踏破することとなった。

## 交流
高坂は国際政治学のパイオニアであっただけでなく、多くの優秀な研究者を輩出した教育者でもある。京都大学での門下生には中西寛、坂元一哉、戸部良一、田所昌幸、佐古丞、岩間陽子、益田実、中西輝政、多根清史などがおり、多くの研究者を育成した面でも名高い。また政治家（衆議院議員）となった前原誠司（民主党代表ほか）も、高坂正堯ゼミ出身であった。前原がゼミ在籍時に、外交官になるか学者として大学に残ろうか迷っていた際、「外交官は京大出身では偉くなれないし、母子家庭なのでどうか」「学者は天才じゃないといかんが、それほど頭はよくない」「大学院に行くつもりで松下政経塾に行ってこい」とのアドバイスを行い、ともに松下政経塾から日本新党へ参画する山田宏（のち東京都議会議員、参議院議員）を紹介し、政治家としての道を志すことを決意させた。また、他大学出身の研究者にも分け隔てなく接し、猪口邦子など師弟関係のない研究者からも信頼を寄せられていた。またミャンマーの最高指導者であったアウンサン・スーチーも京大留学中に高坂の教えを受けている。

## 家系
弟の高坂節三の回想で「高坂家の先祖は甲斐の武田信玄に仕えた武将・高坂弾正忠昌信といわれ、兄は自らが戦国武将の末裔であることを非常に誇（ほこ）りに思っていた」という。正堯は自身の長男を「昌信」と名付けている。

## 著作
※は電子書籍も刊

### 単著
- 『海洋国家日本の構想』（中央公論社, 1965年、増補版1969年／中公クラシックス, 2008年、中西寛 解説）
- 『世界史を創る人びと――現代指導者論』（日本経済新聞社, 1965年）
- 『国際政治――恐怖と希望』（中央公論社〈中公新書〉, 1966年、改版2017年）※
- 『世界地図の中で考える』（新潮社〈新潮選書〉, 1968年、改版2016年）※
- 『宰相吉田茂』（中央公論社〈中公叢書〉, 1968年、新版1978年／中公クラシックス, 2006年、中西寛 解説）
- 『大世界史 (26) 一億の日本人』（文藝春秋, 1969年）
英訳版 100 Million Japanese: the Postwar Experience, (Kodansha International, 1972)
- 『政治的思考の復権』（文藝春秋, 1972年）
- 『地球的視野で生きる――日本浮上論』（実業之日本社, 1975年）
- 『古典外交の成熟と崩壊』（中央公論社, 1978年／中公クラシックス（全2巻）, 2012年、中西寛 解説）
- 『豊かさの試練』（新潮社, 1979年）
- 『文明が衰亡するとき』（新潮社〈新潮選書〉, 1981年、改版2012年）※
- 『近代文明への反逆――社会・宗教・政治学の教科書『ガリヴァー旅行記』を読む』（PHP研究所（新書判）, 1983年、改訂単行版1998年※）
- 『陽はまた昇るか――挑戦するアメリカ』（TBSブリタニカ, 1985年）
- 『外交感覚――同時代史的考察』（中央公論社, 1985年）
- 『国際摩擦――大国日本の世渡り学』（東洋経済新報社, 1987年／PHP文庫※, 1990年、会田雄次 解説）
- 『現代の国際政治』（講談社学術文庫, 1989年）
- 『時代の終わりのとき――続・外交感覚』（中央公論社, 1990年）
- 『日本存亡のとき』（講談社, 1992年）
- 『平和と危機の構造――ポスト冷戦の国際政治』（日本放送出版協会[19]〈NHKライブラリー〉, 1995年）
  - 『平和と危機の構造』（中公文庫, 2024年、中西寛 解説）※ - 改訂版
- 『長い始まりの時代――外交感覚・3』（中央公論社, 1995年）

以下は没後刊
- 『高坂正堯外交評論集――日本の進路と歴史の教訓』（中央公論社, 1996年、あとがき岩間陽子／新版・中公学芸ライブラリー, 2025年8月）※
- 『不思議の日米関係史』（PHP研究所, 1996年）※
英訳版 Remarkable History of Japan-US Relations, (JAPAN LIBRARY, 2019)。出版文化産業振興財団
- 『世界史の中から考える』（新潮社〈新潮選書〉, 1996年、中西寛 校訂）※
- 『現代史の中で考える』（新潮社〈新潮選書〉, 1997年、中西寛 解題）※
- 『外交感覚――時代の終わりと長い始まり』（千倉書房, 2017年）- シリーズ全3冊を合本（解題 中西寛・細谷雄一）
- 『歴史としての二十世紀』（新潮社〈新潮選書〉, 2023年、細谷雄一 解題）※ - 講演を書籍化

### 共著
- （尾上正男・神谷不二）『アジアの革命』（毎日新聞社, 1966年）
- （岸田純之助・力石定一）『豊かさのなかの危機――新しい「幸福論」への試み』（日本経営出版会, 1970年）
- （鳥海靖・野田宣雄）『変貌する現代世界 人類文化史7』（講談社, 1973年）
- （杉本苑子・笹沢左保）『天下布武―戦乱日本の歴史（7）』（小学館、1977年）
- （矢野暢・村上陽一郎ほか）『21世紀への提言（3）』（PHP研究所, 1981年）
- （宮沢喜一）『美しい日本への挑戦』（文藝春秋, 1984年、新版1991年）
- （山本七平・長谷川慶太郎）『90年代の日本 繁栄への戦略――日米関係・税制・政治・教育』（PHP研究所, 1987年）※
- （天谷直弘・堺屋太一・山本七平ほか）『90年代・大変革の読み方――日本はどう進むべきか』（PHP研究所, 1987年）
- （香西泰）『歴史の転換点で考える』（講談社, 1994年）

### 編著
- 『吉田茂――その背景と遺産』（TBSブリタニカ, 1982年）
- Japan's Choices: New Globalism and Cultural Orientations in an Industrial State, (Pinter Publishers, 1989).
- 『詳解・戦後日米関係年表』（PHP研究所, 1985年、増訂版1995年）
- 『日米・戦後史のドラマ――エピソードで読む好敵手の深層』（PHP研究所, 1995年）

### 共編著
- （渡辺一）『政治を学ぶ人のために』（世界思想社, 1971年）
- （桃井真）『多極化時代の戦略』（日本国際問題研究所（上・下）, 1973年）
- （猪木正道）『日本の安全保障と防衛への緊急提言』（講談社, 1982年）
- （公文俊平）『国際政治経済の基礎知識』（有斐閣ブックス, 1983年、増訂版1993年）
- （リチャード・H・ソロモン）『核のジレンマとソ連の脅威――アジア・太平洋地域の安全保障』（人間の科学社, 1986年）

The Soviet Far East Military Buildup: Nuclear Dilemmas and Asian Security, co-edited with Richard H. Solomon, (Auburn House, 1986).
- （ロバート・スカラピーノ）『アジアで政治協力は可能か――経済摩擦と大国の競合の狭間で』（人間の科学社, 1986年）

Peace, Politics and Economics in Asia: the Challenge to Cooperate, co-edited with Robert A. Scalapino, (Pergamon-Brassey's International Defense Publishers, 1988).
- （市村真一）『ゼミナール・現代日本の政治経済』（PHP研究所, 1988年）
- （勝田有恒・河上倫逸）『蟻塚教育体制への警鐘――大学から見た入試改革問題』（世界思想社, 1990年）
- （佐古丞・安部文司）『戦後日米関係年表』（PHP研究所, 1995年）※
- （吉田和男）『冷戦後の政治経済――座標軸なき時代の論点を読む』（PHP研究所, 1995年）

### 訳書
- アレグザンダー・ワース『フランス現代史』（野口名隆共訳、みすず書房（全2巻）, 1958-59年）
- ウォルト・ロストウ『政治と成長の諸段階』（山野博史・戸部良一共訳、ダイヤモンド社（上・下）, 1975年）

### 著作集
- 『高坂正堯著作集』（全8巻、都市出版, 1998-2000年）

1. 「海洋国家日本の構想」（解説：北岡伸一）、60-70年代論考集
2. 「豊かさの試練」（解説：山崎正和）、70-80年代論考集
3. 「日本存亡のとき」（解説：佐藤誠三郎）、80-90年代論考集
4. 「宰相吉田茂」（解説：野田宣雄）、他に「佐藤栄作」など政治指導者論
5. 「文明が衰亡するとき」（解説：塩野七生）、「世界地図の中で考える」、「近代文明への反逆」など文明論
6. 「古典外交の成熟と崩壊」（解説：中西輝政）、他に「現代の国際政治」など
7. 「国際政治――恐怖と希望」（解説：中西寛）、主に国際関係論
8. 「一億の日本人」（解説：五百旗頭真）、日本政治論、近代日本論、総目次・索引など

## テレビ出演（上記以外）
- 世界まるごとHOWマッチ（毎日放送制作・TBS系列）- ゲスト解答者

## 関連文献
- 『粕谷一希随想集 Ⅰ 忘れえぬ人びと』（藤原書店, 2014年）
  - 回想記『作家が死ぬと時代が変わる』（日本経済新聞出版社, 2006年）
  - 回想記『中央公論社と私』（文藝春秋, 1999年）
- 『高坂正堯と戦後日本』（五百旗頭真・中西寛編、中央公論新社, 2016年5月）。没後20年論集
- 服部龍二『高坂正堯―戦後日本と現実主義』（中公新書, 2018年10月）。門下生による評伝、電子書籍も刊